# Shine On (álbum de Riot)
Shine On es un álbum en vivo de la banda estadounidense de heavy metal Riot,  publicado en formato de disco compacto por Metal Blade Records en América y Europa,   mientras que la compañía Zero Corporation fue quién lo lanzó en Japón. Ambas ediciones salieron al mercado en 1998.

## Grabación
El disco se grabó durante la gira del álbum Inishmore realizada en 1998 en el Japón y fue producido por Mark Reale y Paul Orofino.

## Diferencias entre ediciones
La versión japonesa de Shine On reemplaza los temas «Swords and Tequila» y «Outlaw» —las cuales se enlistan en la edición de Metal Blade— por «Watching the Signs» y «Nighbreaker», canciones que se encuentran en producciones lanzadas en la década de 1990.

## Lista de canciones
| Ediciones americana y europea |                                                  |                                  |          |  |
| N.º                           | Título                                           | Escritor(es)                     | Duración |  |
| 1.                            | «Black Water»                                    | Mark Reale                       | 1:47     |  |
| 2.                            | «Angel Eyes»                                     | Mike DiMeo / Reale / Mike Flyntz | 4:27     |  |
| 3.                            | «Soldier»                                        | Mark Reale                       | 4:50     |  |
| 4.                            | «The Man»                                        | DiMeo / Reale                    | 4:03     |  |
| 5.                            | «Kings Are Falling»                              | DiMeo / Reale                    | 4:34     |  |
| 6.                            | «Bloodstreets»                                   | Reale / Tony Moore               | 4:19     |  |
| 7.                            | «Swords and Tequila»                             | Reale / Guy Speranza             | 3:23     |  |
| 8.                            | «Cry for the Dying»                              | DiMeo / Reale                    | 4:42     |  |
| 9.                            | «Irish Trilogy: Inishmore (Forsaken Heart)»      | Mark Reale                       | 1:40     |  |
| 10.                           | «Irish Trilogy: Inishmore»                       | Mark Reale                       | 4:30     |  |
| 11.                           | «Irish Trilogy: Danny Boy»                       | Dominio público                  | 2:48     |  |
| 12.                           | «Liberty»                                        | DiMeo / Reale                    | 5:18     |  |
| 13.                           | «Gypsy»                                          | DiMeo / Reale                    | 5:11     |  |
| 14.                           | «The Last of the Mohicans (Intro)/Glory Calling» | DiMeo / Reale                    | 6:59     |  |
| 15.                           | «Thundersteel»                                   | Reale / Don Van Stavern          | 3:59     |  |
| 16.                           | «Outlaw»                                         | Reale / Speranza                 | 3:59     |  |
| 17.                           | «Warrior»                                        | Reale / Speranza                 | 5:45     |  |
| 1:12:20                       |                                                  |                                  |          |  |

| Versión japonesa |                                                  |                        |          |  |
| N.º              | Título                                           | Escritor(es)           | Duración |  |
| 1.               | «Black Water»                                    | Mark Reale             | 1:47     |  |
| 2.               | «Angel Eyes»                                     | DiMeo / Reale / Flyntz | 4:27     |  |
| 3.               | «Soldier»                                        | Mark Reale             | 4:50     |  |
| 4.               | «The Man»                                        | DiMeo / Reale          | 4:03     |  |
| 5.               | «Kings Are Falling»                              | DiMeo / Reale          | 4:34     |  |
| 6.               | «Bloodstreets»                                   | Reale / Moore          | 4:19     |  |
| 7.               | «Watching the Signs»                             | DiMeo / Reale          | 3:23     |  |
| 8.               | «Cry for the Dying»                              | DiMeo / Reale          | 4:42     |  |
| 9.               | «Irish Trilogy: Inishmore (Forsaken Heart)»      | Mark Reale             | 1:40     |  |
| 10.              | «Irish Trilogy: Inishmore»                       | Mark Reale             | 4:30     |  |
| 11.              | «Irish Trilogy: Danny Boy»                       | Dominio público        | 2:48     |  |
| 12.              | «Liberty»                                        | DiMeo / Reale          | 5:18     |  |
| 13.              | «Gypsy»                                          | DiMeo / Reale          | 5:11     |  |
| 14.              | «The Last of the Mohicans (Intro)/Glory Calling» | DiMeo / Reale          | 6:59     |  |
| 15.              | «Thundersteel»                                   | Reale / Van Stavern    | 3:59     |  |
| 16.              | «Nightbreaker»                                   | Mark Reale             | 4:00     |  |
| 17.              | «Warrior»                                        | Reale / Speranza       | 5:45     |  |
| 1:12:21          |                                                  |                        |          |  |

## Créditos

### Riot
- Mike DiMeo — voz principal.
- Mark Reale — guitarra líder.
- Mike Flyntz — guitarra rítmica.
- Pete Pérez — bajo.
- Bobby Jarzombek — batería.

### Músicos adicionales
- Ligaya Perkins — coros.

### Personal de producción
- Mark Reale — productor y mezcla.
- Paul Orofino — productor, ingeniero de audio y mezcla.
- Jeff Allen — productor ejecutivo.
- Jack Bart — productor ejecutivo.
- Joseph M. Palmaccio — masterización.
- Osamu Suzuki — fotografía.